# Dimitri Bergé
Dimitri Bergé (ur. 5 lutego 1996 w Marmande) – francuski żużlowiec, występujący również na długim torze i na trawie.

## Życiorys

### Kariera sportowa
W polskiej lidze żużlowej startuje od 2017. Dotychczas reprezentował kluby: Stal Rzeszów (2017), Polonia Bydgoszcz (2018-2021) i AC Landshut (od 2021, pierwotnie na wypożyczeniu, następnie pozostał w drużynie). W sezonie 2024 reprezentant Wilków Krosno.

### Życie prywatne
Syn Philippe’a Bergé, również żużlowca.

## Osiągnięcia
Największe sukcesy indywidualne:
- trzykrotny medalista indywidualnych mistrzostw świata na długim torze: złoty (2019), srebrny (2018) oraz brązowy (2015),
- czterokrotny medalista drużynowych mistrzostw świata na długim torze: dwukrotnie złoty (2018, 2019) oraz dwukrotnie srebrny (2013, 2017),
- złoty medalista indywidualnych mistrzostw Europy na torze trawiastym (2018),
- złoty medalista indywidualnych mistrzostw Europy juniorów (2016),
- brązowy medalista mistrzostw Europy par (2020).